# Безеке, Иоганн Мельхиор Готтлиб
Иоганн Мельхиор Готтлиб Безеке (26 сентября 1746, Магдебург — 19 октября 1802, Митава) — немецкий юрист и орнитолог.
Родился в семье известного священника, в 1766 году поступил в университет Франкфурта изучать богословие, затем перешёл на изучение права и философии; в течение некоторого времени был частным учителем в дворянской семье, в 1771 году сопровождал своего ученика в поездке по Галле. В 1772 году получил степень магистра, а вскоре — и доктора права, начав преподавать философию и юридические науки. В 1774 году перешёл на работу в академическую гимназию в Митаве, через год, в 1775 году, став её ректором. Он пробыл на этой должности до 1781 года, после чего перешёл к пасторской деятельности.
На протяжении всей своей жизни увлекался орнитологией и написал по ней целый ряд трудов, также собрав большую коллекцию чучел курляндских птиц. Помимо орнитологии, писал работы по «микроскопическим существам», химии, этике. В 1790 году его предложили пост профессора естественной истории в Ростоке, но он отказался. Был членом Королевского научного общества во Франкфурте и Латинского общества в Йене.
Наиболее известные работы: Versuch einer Geschichte der Hypothesen über die Erzeugung der Thiere, System der transcendentellen Chemie (Лейпциг, 1787), De jure cogendi (Галле, 1772), Versuch einer Geschichte der Naturgeschichte (Митава, 1802).